# Za głosem stada
Za głosem stada (tyt. oryg. Çoğunluk, ang. Majority) – turecki film fabularny z 2010 w reżyserii Serena Yüce.

## Opis fabuły
Bohaterem filmu jest 21-letni Mertkan, mieszkający w Stambule urzędnik, pracujący w firmie swojego ojca. Prowadzi beztroskie życie, spędzając czas w dyskotekach i na podróżach samochodem terenowym swojego ojca. Pewnego dnia spotyka Gül, Kurdyjkę ze wschodniej Turcji, która pracuje w Stambule jako kelnerka w barze i studiuje socjologię na uniwersytecie. Ojciec Mertkana jest przeciwny związkowi jego syna, uważając Kurdów za tych, którzy rozbijają od wewnątrz państwo tureckie. Mertkan nie potrafi przeciwstawić się ojcu.

## Obsada
- Bartu Küçükçaglayan jako Mertkan
- Settar Tanriögen jako Kemal
- Nihal Koldaş jako Nazan
- Esme Madra jako Gül
- Erkan Can jako taksówkarz
- Cem Zeynel Kılıç jako Necmi
- Mehmet Ünal
- İlhan Hacıfazlıoğlu

## Nagrody i wyróżnienia
- 67. MFF w Wenecji
  - Nagroda im. Luigiego De Laurentiisa za najlepszy debiut reżyserski

- 47. Międzynarodowy Festiwal Filmowy Filmowy w Antalyi
  - Nagroda Złotej Pomarańczy dla najlepszego filmu
  - Nagroda Złotej Pomarańczy dla reżysera filmu
  - Nagroda Złotej Pomarańczy dla najlepszego aktora (Bartu Küçükçaglayan)

- 12. Międzynarodowy Festiwal Filmowy w Bombaju
  - Nagroda Złotej Bramy dla najlepszego filmu
  - Nagroda Srebrnej Bramy dla najlepszego aktora (Bartu Küçükçağlayan)

- Europejski Festiwal Debiutów Filmowych w Angers
  - Nagroda Jury dla Serena Yüce

- Międzynarodowy Festiwal Filmowy w Ankarze
  - najlepszy aktor drugoplanowy (Settar Tanriögen)
  - najbardziej obiecujący aktor (Bartu Küçükçaglayan)

- Nagroda Yeşilçam dla najlepszego tureckiego filmu (2010)